# Ledinsko Razpotje
Ledinsko Razpotje – wieś w Słowenii, w gminie Idrija. W 2018 roku liczyła 26 mieszkańców.